# József Katona
József Katona (Kecskemét, l'11 de novembre de 1791 - el 16 d'abril de 1830) fou un dramaturg i poeta hongarès.

## Obra dramàtica
- Aubigny Clementina (1813)
- Ziska (1813)
- Jeruzsálem pusztulása (1814)
- A rózsa, vagy a tapasztalatlan légy a pókok között (1814)
- Bánk bán (1815) (1819, versió corregida)